# Smittia autumnalis
Smittia autumnalis är en tvåvingeart som först beskrevs av Goietghebuer 1949.  Smittia autumnalis ingår i släktet Smittia och familjen fjädermyggor.
Artens utbredningsområde är Belgien. Inga underarter finns listade i Catalogue of Life.